# Festa patronale di santa Domenica
La festa di santa Domenica è la festa patronale di Scorrano, in provincia di Lecce, che tradizionalmente si svolge dal 5 all'8 luglio. Per la devozione che la cittadinanza scorranese riserva alla sua patrona e per le grandi luminarie che caratterizzano questa festa, Scorrano è anche definita localmente come la capitale mondiale delle luminarie, anche se non vi sono prove.

## Origini
La grandezza e lo sfarzo della festa di santa Domenica sono un'espressione della grande devozione che la cittadinanza scorranese nutre nei confronti della sua patrona. Secondo la leggenda tramandata fra gli scorranesi, la santa di Tropea, durante un'epidemia di peste (anno 1600, inizi di luglio), apparve in sogno ad un'anziana signora, che la vide sulle mura di Scorrano - precisamente su Porta Terra - comunicandole di aver deciso di diventare la protettrice di Scorrano e di voler liberare il paese dalla peste. La santa chiese all'anziana di comunicare questo sogno all'arciprete e, per testimoniare l'autenticità dell'accaduto, predisse che gli ammalati sarebbero stati salvati e che, una volta guariti, avrebbero fatto conoscere questo evento straordinario al resto del paese accendendo delle lampade ad olio sulle finestre, come segno dell'avvenuta guarigione. In poco tempo tutto il paese brillò di luci sulle finestre e la peste fu debellata.
Da allora, tutti gli anni, durante il novenario in preparazione alla festa di santa Domenica, gli Scorranesi, per riconoscenza verso la loro protettrice, accendono delle lucerne sulle finestre in ricordo delle lampade ad olio accese per volere della santa (da quando esiste la luce elettrica sulle porte delle case o sugli architravi delle finestre vengono accese delle lampadine).
In riferimento a questa memoria, col passare del tempo, nacquero altre leggende e racconti entrati a far parte del folklore scorranese, come la credenza secondo cui la torre destra (oggi crollata) di Porta Terra sia la casa di santa Domenica, perché è il posto in cui la Santa è apparsa nel sogno dell'anziana signora. I più anziani ricordano ancora l'interno della torre prima del crollo arredato con una panca, una sedia, stoviglie in terracotta che il popolo riteneva usate dalla sua santa.

## Le luminarie

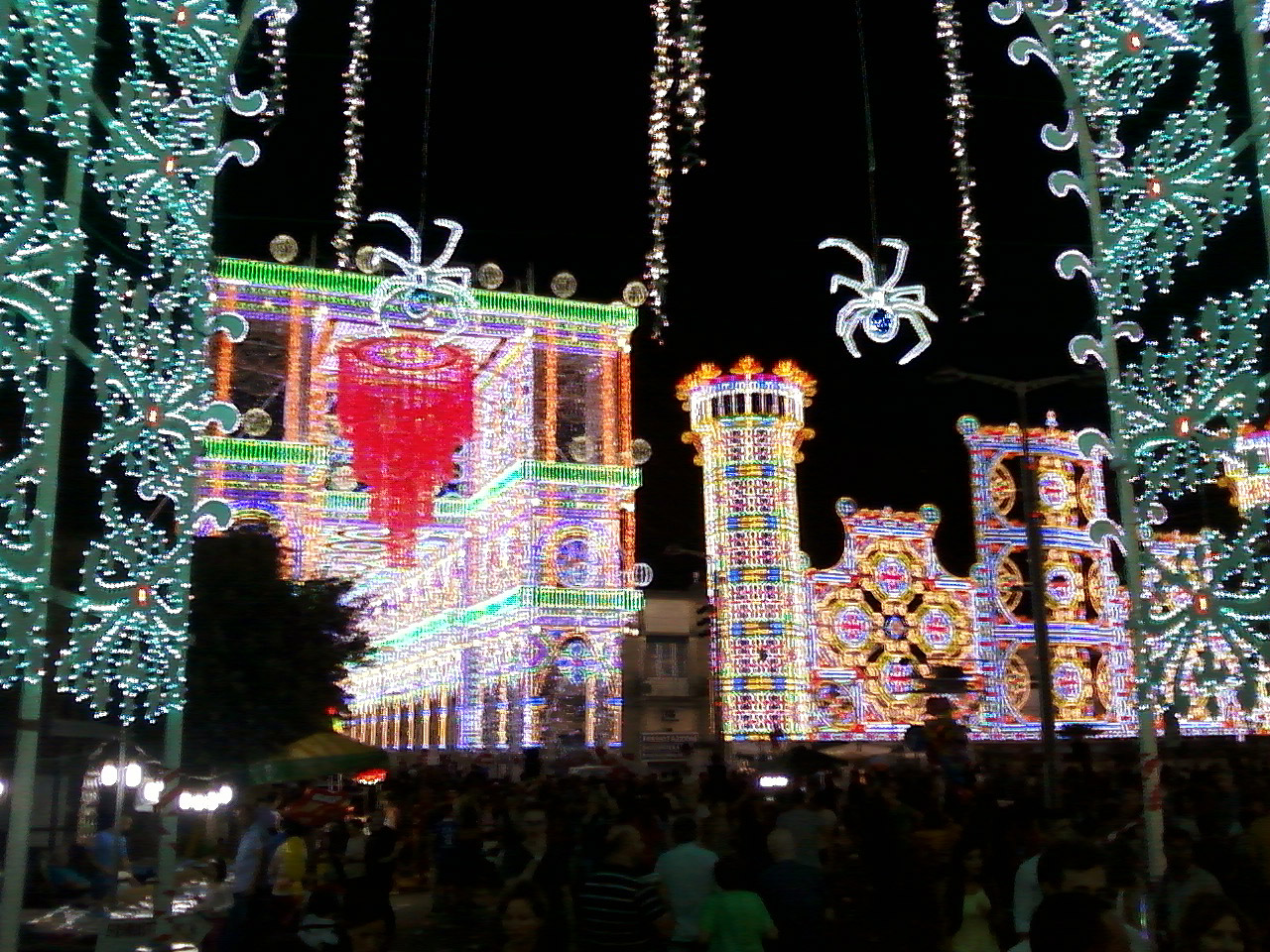
Luminarie per la festa di santa Domenica 2013

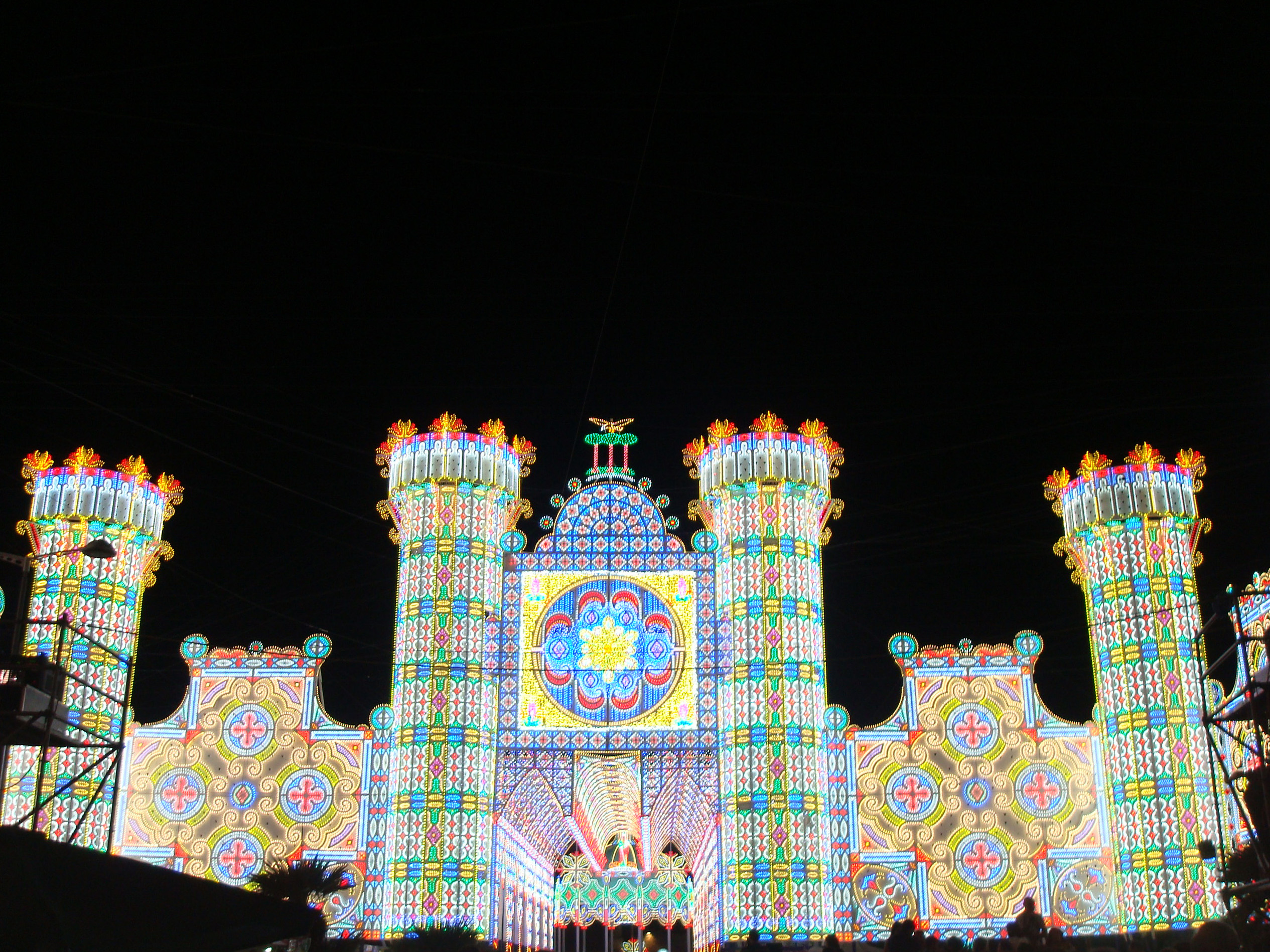
Luminarie per la festa di santa Domenica 2013 (Maschio Angioino)

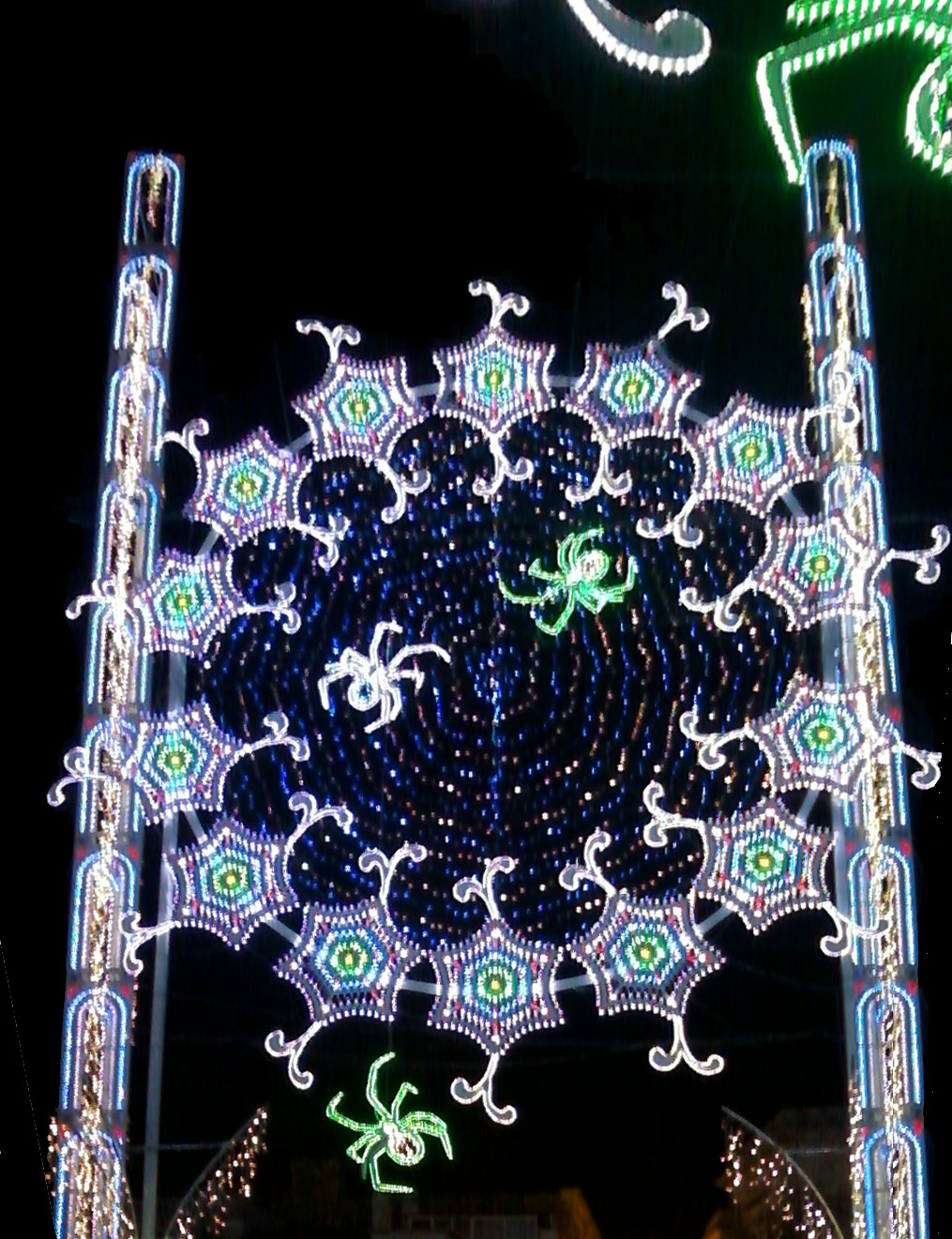
Luminarie per la festa di santa Domenica 2013 (a forma di tamburello)

La festa di santa Domenica, oltre che per l'aspetto religioso, deve la sua fama soprattutto alle grandi architetture di luce che ogni anno i maestri Paratori (termine dialettale locale) scorranesi realizzano in occasione della festa. Scorrano si vanta di essere la terra natia dei migliori maestri di luminarie del mondo, che esportano le loro opere luminose anche all'estero (Giappone, Stati Uniti, Germania, Paesi Bassi, Belgio, Corea e tanti altri), creando grandi strutture di legno ricoperte da migliaia di lampadine colorate, ricreando famosi monumenti come la Torre di Pisa, la Tour Eiffel di Parigi, il Colosseo di Roma, il Tower Bridge di Londra e molti altri.
Le ditte si "scambiano" i lotti da addobbare di anno in anno, con una specie di rotazione che permette loro di misurarsi in diversi spazi e quindi con diverse creazioni ogni anno. Col tempo, la tecnologia ha investito anche questo settore e dalla lampadina ad incandescenza oggi si è passati alla tecnologia LED che, proprio grazie alle ditte scorranesi, ha raggiunto livelli prima solo lontanamente immaginabili. Grazie a sofisticati software e ad apparecchiature appositamente studiate, le accensioni delle luminarie sono composte da straordinari effetti e giochi di luce che a loro volta sono accompagnati da una scenografia musicale arricchita con fuochi d'artificio. Questi impianti, inoltre, raggiungono altezze e dimensioni quasi titaniche, arrivando fino a 36 metri di altezza e i 40 di larghezza. Vengono riprodotte cattedrali, castelli, torri, monumenti, realizzate immense gallerie e veri e propri tunnel, piatti o a 2 e 3 navate, arricchite con ulteriori dettagli come candelabri, sfere, balconate e altri elementi. Per le ditte ingaggiate a Scorrano, la partecipazione a questa festa costituisce una grande opportunità per mostrare ciò di cui si è capaci, quasi come una specie di "vetrina" in cui mostrare le migliori realizzazioni.

## I fuochi d'artificio
Grande rilevanza hanno anche i tradizionali spettacoli pirotecnici, che contribuiscono a rendere unica la festa di santa Domenica. Ogni anno, alcune tra le migliori ditte pirotecniche a livello internazionale, vengono ingaggiate dal Comitato Organizzatore per misurarsi nella realizzazione di grandi spettacoli pirotecnici di ogni genere e sorta. Singolari, ma non per questo meno spettacolari, sono i fuochi d'artificio diurni, sparati tradizionalmente il pomeriggio del 6 luglio.
Altro appuntamento "pirotecnico" molto atteso è lo spettacolo piromusicale (fuochi d'artificio i cui effetti sono sincronizzati con apposite musiche precedentemente scelte e studiate accuratamente) realizzato da una antichissima ditta pirotecnica locale, anche se questo tipo di spettacolo non viene più eseguito da qualche anno a questa parte. Non mancano i classici e grandiosi spettacoli pirotecnici serali, che chiudono i festeggiamenti in un tripudio di suoni e colori.